# Бов-Айленд
Бов-Айленд (англ. Bow Island) — містечко в Канаді, у провінції Альберта, у складі муніципального району Фоті-Майл 8.

## Населення
За даними перепису 2016 року, містечко нараховувало 1983 особи, показавши скорочення на 2,1%, порівняно з 2011-м роком. Середня густина населення становила 341,6 осіб/км².
З офіційних мов обидвома одночасно володіли 20 жителів, тільки англійською — 1 755, тільки французькою — 5, а 95 — жодною з них. Усього 835 осіб вважали рідною мовою не одну з офіційних, з них 5 — одну з корінних мов.
Працездатне населення становило 800 осіб (60,6% усього населення), рівень безробіття — 5% (4,7% серед чоловіків та 5,8% серед жінок). 81,9% осіб були найманими працівниками, а 16,3% — самозайнятими.
Середній дохід на особу становив $42 073 (медіана $32 064), при цьому для чоловіків — $54 579, а для жінок $29 763 (медіани — $46 592 та $21 056 відповідно).
23,5% мешканців мали закінчену шкільну освіту, не мали закінченої шкільної освіти — 49,6%, 26,9% мали післяшкільну освіту, з яких 22,5% мали диплом бакалавра, або вищий.
| Статево-вікова структура населення | Статево-вікова структура населення | Статево-вікова структура населення | Статево-вікова структура населення | Статево-вікова структура населення |
| ---------------------------------- | ---------------------------------- | ---------------------------------- | ---------------------------------- | ---------------------------------- |
|                                    |                                    |                                    |                                    |                                    |
| Всього                             | Всього                             | 50,1%49,9%                         |                                    |                                    |
| 0 — 14 років                       | 0 — 14 років                       |                                    | 27,3%                              | 27,3%                              |
| 15 — 64 років                      | 15 — 64 років                      |                                    | 56,8%                              | 56,8%                              |
| 65 і більше                        | 65 і більше                        |                                    | 15,9%                              | 15,9%                              |
| 85 і більше                        | 85 і більше                        |                                    | 3,8%                               | 3,8%                               |
| Середній вік (років)               | Середній вік (років)               | 34,338,2                           | 36,3                               | 36,3                               |
| Медіана (років)                    | Медіана (років)                    | 29,233,5                           | 31,3                               | 31,3                               |
| — чоловіки — жінки                 |                                    |                                    |                                    |                                    |

| Походження мешканців:     | Походження мешканців:     | Походження мешканців: | Походження мешканців: | Походження мешканців: |
| ------------------------- | ------------------------- | --------------------- | --------------------- | --------------------- |
| Походження                |                           |                       | осіб                  | %                     |
| Корінні американці        | Корінні американці        |                       | 20                    | 1.01%                 |
| Інше північноамериканське | Інше північноамериканське |                       | 425                   | 21.43%                |
| Європейське               | Європейське               |                       | 1 610                 | 81.19%                |
| британське                | британське                |                       | 410                   | 20.68%                |
| французьке                | французьке                |                       | 80                    | 4.03%                 |
| українське                | українське                |                       | 85                    | 4.29%                 |
| Латинськоамериканське     | Латинськоамериканське     |                       | 530                   | 26.73%                |
| Африканське               | Африканське               |                       | 10                    | 0.5%                  |
| Азійське                  | Азійське                  |                       | 15                    | 0.76%                 |
| Океанійське               | Океанійське               |                       | 10                    | 0.5%                  |

| Зайнятість населення за галузями (за класифікацією NOC): | Зайнятість населення за галузями (за класифікацією NOC): | Зайнятість населення за галузями (за класифікацією NOC): | Зайнятість населення за галузями (за класифікацією NOC): | Зайнятість населення за галузями (за класифікацією NOC): |
| -------------------------------------------------------- | -------------------------------------------------------- | -------------------------------------------------------- | -------------------------------------------------------- | -------------------------------------------------------- |
|                                                          |                                                          |                                                          |                                                          |                                                          |
| Управління                                               | Управління                                               |                                                          | 10,2%                                                    | 10,2%                                                    |
| Бізнес, фінанси та адміністрування                       | Бізнес, фінанси та адміністрування                       |                                                          | 10,2%                                                    | 10,2%                                                    |
| Природничі та прикладні науки                            | Природничі та прикладні науки                            |                                                          | 3,8%                                                     | 3,8%                                                     |
| Охорона здоров'я                                         | Охорона здоров'я                                         |                                                          | 4,5%                                                     | 4,5%                                                     |
| Освіта, правозахист, муніципальні та урядові служби      | Освіта, правозахист, муніципальні та урядові служби      |                                                          | 7%                                                       | 7%                                                       |
| Мистецтво, культура, відпочинок та спорт                 | Мистецтво, культура, відпочинок та спорт                 |                                                          | 2,5%                                                     | 2,5%                                                     |
| Роздрібна торгівля та послуги                            | Роздрібна торгівля та послуги                            |                                                          | 17,8%                                                    | 17,8%                                                    |
| Гуртова торгівля, транспорт та обладнання                | Гуртова торгівля, транспорт та обладнання                |                                                          | 28,7%                                                    | 28,7%                                                    |
| Природні ресурси, сільське господарство                  | Природні ресурси, сільське господарство                  |                                                          | 10,2%                                                    | 10,2%                                                    |
| Виробництво                                              | Виробництво                                              |                                                          | 6,4%                                                     | 6,4%                                                     |

## Клімат
Середня річна температура становить 5,3°C, середня максимальна – 24,3°C, а середня мінімальна – -17,1°C. Середня річна кількість опадів – 339 мм.
| Клімат поселення                              | Клімат поселення | Клімат поселення | Клімат поселення | Клімат поселення | Клімат поселення | Клімат поселення | Клімат поселення | Клімат поселення | Клімат поселення | Клімат поселення | Клімат поселення | Клімат поселення | Клімат поселення |
| Показник                                      | Січ.             | Лют.             | Бер.             | Квіт.            | Трав.            | Черв.            | Лип.             | Серп.            | Вер.             | Жовт.            | Лист.            | Груд.            |                  |
| Середній максимум, °C                         | −3,2             | 0,59             | 6,02             | 13,19            | 18,89            | 22,97            | 24,34            | 23,99            | 18,70            | 12,95            | 4,09             | −1,34            |                  |
| Середня температура, °C                       | −10,14           | −6,37            | −0,9             | 6,25             | 11,99            | 16,05            | 18,30            | 17,95            | 12,66            | 6,90             | −1,96            | −7,38            |                  |
| Середній мінімум, °C                          | −17,08           | −13,3            | −7,85            | −0,7             | 5,02             | 9,10             | 12,28            | 11,91            | 6,60             | 0,89             | −7,99            | −13,42           |                  |
| Норма опадів, мм                              | 17               | 12               | 20               | 26               | 46               | 63               | 33               | 35               | 36               | 17               | 16               | 18               |                  |
| Середньомісячна швидкість вітру, м/с          | 4.90             | 4.62             | 4.90             | 4.90             | 4.70             | 4.30             | 3.90             | 3.80             | 4.10             | 4.80             | 5.00             | 4.90             |                  |
| Середньомісячна сонячна радіація, кДж/м²·день | 4594             | 8211             | 13255            | 17479            | 21006            | 22415            | 23886            | 20358            | 14386            | 8932             | 4937             | 3658             |                  |
| --------------------------------------------- | ---------------- | ---------------- | ---------------- | ---------------- | ---------------- | ---------------- | ---------------- | ---------------- | ---------------- | ---------------- | ---------------- | ---------------- | ---------------- |
| Джерело:                                      |                  |                  |                  |                  |                  |                  |                  |                  |                  |                  |                  |                  |                  |